# Ruda (Ropczyce-Sędziszów)
Pour les articles homonymes, voir Ruda.
Ruda est une localité polonaise de la gmina de Sędziszów Małopolski, située dans le powiat de Ropczyce-Sędziszów en voïvodie des Basses-Carpates.